# Worlds Apart (группа)
World's Apart — британский бой-бэнд 1990-х годов. Состав группы менялся, в него входили разные участники. В оригинальный состав группы, который включал пять человек, входил Маркус Патрик (выступал как Патрик Осборн). С 1994 года в состав группы входил Натан Мур из группы Brother Beyond. После несколько хитов в Соединенном Королевстве, группа стала выступать в составе четырёх человек, и они стали лидерами музыкальных чартов во Франции. В настоящее время являются трио, Стив Харт остаётся его единственным первоначальным и постоянным участником.

## История группы
Worlds Apart выпустили свой первый альбом в Великобритании. После музыкальных туров и регулярных появлений на телевидении группа стала чрезвычайно популярной в Европе. Там они подписали контракт на рекордную сумму с компанией EMI.
Стив Харт стал ведущим певцом и автором песен группы. Получив награду престижной Bravo Supershow за лучших новых исполнителей (Best Newcomers), Worlds Apart быстро стали популярнейшей группой во Франции. Благодаря большой популярности, Worlds Apart представляли Францию на World Music Awards.
Сингл Worlds Apart «Baby Come Back» стал хитом в Германии и России. Песня использовалась в качестве музыкальной темы популярной бразильской мыльной оперы. Выпускали песни на французском, немецком и испанском, сняли 26 музыкальных видео.

## Дискография

### Альбомы
| Год  | Альбом       | UK | FR | BE | DE | AT | CH | SALES                               |
| ---- | ------------ | -- | -- | -- | -- | -- | -- | ----------------------------------- |
| 1994 | Together     | 89 | 46 | –  | 84 | –  | –  |                                     |
| 1996 | Everybody    | –  | 1  | 15 | 26 | 18 | 11 | Франция : Бриллиантовый (1,500,000) |
| 1997 | Don't Change | –  | 3  | 21 | 45 | 47 | 18 | Франция: Платиновый (300,000)       |
| 2000 | Here and Now | –  | 22 | –  | –  | –  | –  |                                     |
| 2007 | Platinum     | –  | –  | –  | –  | –  |    |                                     |